# Adolph Georg Wilhelm Leopold von Göphardt
Adolph Georg Wilhelm Leopold von Göphardt (* 1. Juli 1789 in Dresden; † 28. Mai 1878 ebenda) war ein königlich-sächsischer Oberst, Unterkommandant der Festung Königstein und Ehrenbürger der Stadt Zittau.

## Leben und Wirken
Er stammte aus dem Briefadelsgeschlecht von Göphardt und war der Sohn des Ingenieur-Majors Johann Adolph von Göphardt und dessen Ehefrau Charlotte Henriette geborene Flachs. Nach dem Schulbesuch schlug er als Kadett ab 1802 eine Militärlaufbahn in der Sächsischen Armee ein. Er nahm 1813 an den Befreiungskriegen als Kapitän und Brigadeadjutant der Infanterie-Brigade des Generalmajors von Mellentin und im Regiment von Steindel teil. Sein Tagebuch aus dieser Zeit erschien in Druck.
Er war einige Zeit Unterkommandant der Festung Königstein.
Am 13. Dezember 1834 wurde er Oberstleutnant des 1. Linien-Infanterie-Regiments und später Oberst und Kommandant des I. Bataillons der Garnison in Zittau. Als er im August 1841 aus Zittau abberufen wurde, verlieh ihm der Stadtrat von Bautzen am 7. September 1841 in Anerkennung seiner Verdienste das Ehrenbürgerrecht.
Aus der Ehe mit Freiin von Gutschmid ging der Oberjustizrat Adolph Lothar von Goephardt (1826–1908) hervor.